# Весталки
Веста́лки (лат. virgo vestalis, Vestālēs, в ед. числе — Vestālis) — жрицы богини очага Весты в Древнем Риме, пользовавшиеся большим уважением и почётом. Институт весталок считался основополагающим для безопасности и благополучия Рима. Весталки освобождались от привычных социальных обязанностей, отказываясь вступать в брак и сохраняя целомудрие на время своей 30-летней службы, посвящая жизнь соблюдению религиозных ритуалов и поддержанию священного огня в храме.
В 382 году христианский император Грациан конфисковал государственные доходы, предназначенные для культа Весты в Риме, и весталки вскоре исчезли из исторических записей.

## Создание института весталок
Создание института весталок приписывается царю Нуме Помпилию, окончательно упорядочившему всю систему государственной религии, каковой она оставалась до тех пор, пока политеизм оставался религией Древнего Рима.
«Выбрал он и дев для служения Весте; служение это происходит из Альбы и не чуждо роду основателя Рима. Чтобы они ведали храмовыми делами безотлучно, Нума назначил им жалование из казны, а, отличив их девством и прочими знаками святости, дал им всеобщее уважение и неприкосновенность» (Ливий, I, 20).
Уже Плутарх, приводящий этот факт в своих «Сравнительных жизнеописаниях», не мог внятно ответить на вопрос — почему в весталки выбирали именно юных девушек и почему они должны были хранить свою «чистоту» в течение 30 лет.
Плутарх справедливо указывает на родство между римским и греческим обрядом поддержания негасимого огня, при том, что в Греции поддерживать огонь должны были старые девы, и случись ему погаснуть — разводить новый можно было исключительно древним способом — зажжением от солнца.
Сам Плутарх пытался вывести необходимость этого вынужденного девства из сравнения с «бесплодностью огня». Однако вернее это верование находит себе объяснение в первобытном «посвящении себя божеству» — характерном, например, для жрецов богини Кибелы или для инкских «солнечных дев».
Так или иначе, Нума вначале посвятил для служения негасимому огню Весты Геганию и Верению, затем прибавил к ним ещё двух — Канулею и Тарпею (что противоречит легенде, что Тарпея погибла при Ромуле). Сервий Туллий довёл число весталок до шести, что осталось неизменным до конца.
Когда освобождалась вакансия в коллегии жриц, избиралась новая весталка (в раннюю эпоху — царями, при республике и империи — Великим понтификом) посредством жребия из двадцати девочек.

## Служба
Срок службы составлял 30 лет, делившийся равными частями на обучение, службу и обучение других (наставничество). По истечении этих лет весталка становилась свободной, получала пенсию и могла выйти замуж. Впрочем, последнее случалось крайне редко, так как существовало поверье, что брак с весталкой не приведёт к добру, а кроме того, выходя замуж, бывшая весталка теряла свой уникальный для римской женщины социальный и имущественный статус и становилась обычной матроной, полностью зависимой от мужа, что, разумеется, было ей невыгодно. По другому свидетельству, женитьба на весталке приветствовалась, так как могла принести удачу.

### Отбор и посвящение
От поступающих в весталки требовалось: возраст от 6 и до 10 лет, отсутствие телесных или умственных пороков, наличие двух здравствующих родителей и рождение свободной римлянкой. Где-то с середины Республиканского Рима великий понтифик (pontifex maximus) весталок стал отбирать их в возрасте от 6 до 10 лет по жребию из двадцати высокородных кандидаток на собрании их семей и других римских граждан. Традиционно девочки должны происходить из патрициев, однако из-за нежелания патрицианских семей отдавать на 30 лет своих дочерей, стали допускаться плебеи, а позже — все свободные граждане. Строгие нормы отбора III века до н. э. пришлось отменить, так как стало очень затруднительно подбирать кандидаток.
Церемония отбора называлась captio (захват). Когда девочку отбирали, pontifex указывал на неё и уводил от родителей со словами «Я беру тебя, амата, чтобы стать жрицей Весты и совершать священные обряды, которые по закону должна совершать весталка от имени римского народа, на тех же условиях, что и та, кто была весталкой,- на лучших условиях» (то есть со всеми правами весталки). Едва входила в атриум храма Весты, девочка отныне находилась в услужении и под защитой богини. Здесь весталке обрезали волосы и вешали их как пожертвование на священное дерево, которому в эпоху Плиния Старшего было уже более 500 лет. Затем юную весталку одевали в длинную белую тунику, на голову повязывали повязку (лат. infula), нарекали её именем «Возлюбленная» (лат. Amata), которое прибавлялось к её номену, и посвящали её в новые обязанности.

Избранные весталки выходили из лона семьи и попадали под покровительство верховного понтифика. Во главе весталок находилась самая старшая из них, называемая великой весталкой (лат. Vestalis Maxima), получавшая приказания непосредственно от верховного понтифика. Затем великая весталка и верховный понтифик возносили публичное молебствие о благополучии Рима, поднимаясь на Капитолий. Именно этот обряд выступает символом жизни Рима и римской цивилизации в знаменитой оде Exegi monumentum Горация:
crescam laude recens, dum Capitolium
scandet cum tacita virgine pontifex.

то есть «буду возрастать я славой, (вечно) молодой, покуда на Капитолий восходит жрец с безмолвной девой».
Чтобы сменить умершую весталку, кандидаток отбирала главная весталка в своих покоях, в этом случае кандидатки необязательно должны были быть в препубертатном возрасте или девственны (молодые вдовы или даже разведённые, хотя это не считалось угодным), но крайне редко они были старше умершей весталки. Тацит отметил, как в 19 году Гай Фонтей Агриппа и Домиций Поллион предложили своих дочерей в весталки на вакантное место. Обе девочки подходили, но выбор пал на дочь Поллиона, так как Агриппа недавно развёлся. Великий понтифик (Тиберий) «утешил» несостоявшуюся кандидатку приданым в 1 миллион сестерциев.
От обязанности служения Весте девушка могла быть освобождена только по особым семейным обстоятельствам.

### Обязанности
Главной обязанностью весталок было поддержание священного огня на алтаре храма и служение богине домашнего очага Весте, собирание воды из священного источника, приготовление еды для ритуалов и уход за утварью в храмовом святилище. Поддерживая священный огонь, от которого любой мог получить огонь для домашнего очага, весталки воспринимались «суррогатными домработницами» всего Рима в религиозном значении. Их священный огонь во времена Империи считался домашним огнём императора. Гасили пламя лишь один раз в году — в первый день нового года; затем вновь зажигали древнейшим способом — с помощью трения дерева о дерево. Присутствовали в Колизее во время проведения гладиаторских боёв, принимали окончательное решение в судьбе гладиатора. Происходило такое в случае недовольства зрителей решением императора.
Ни один мужчина не мог входить в храм.
Весталкам поручалось охранять завещания различных людей, таких как Цезарь и Марк Антоний. Также весталки охраняли священные объекты, вроде палладиума, мололи специальную муку mola salsa, которую рассыпали при публичных подношениях богу.

### Привилегии
Весталки пользовались особыми привилегиями.
- В эпоху религиозной зрелищности, весталок обязательно приглашали на многочисленные публичные церемонии, их перевозили в карпентуме[фр.] (крытом двухколёсном возке), перед которой ехал ликтор, давалось преимущество проезда.
- предоставлялись почётные места на публичные игры и представления.
- весталки давали показания без обычной клятвы, их слову доверяли без вопросов;
- весталкам, как неподкупным, доверялись важные завещания и государственные документы, такие как публичные договоры;
- их личности были неприкосновенны: за нанесение телесных повреждений весталкам наказанием была смерть; у весталок были сопровождающие, чтобы защитить их от нападающих;
- они могли освободить заключённых и рабов, прикоснувшись к ним — если человек, приговорённый к смертной казни, видел весталку по дороге на казнь, он тут же прощался.
- весталки участвовали в бросании ритуальных соломенных фигурок (обряд аргеи) в Тибр 15 мая[12][13].

Весталки были очень богаты, главным образом из-за владения большими имениями, дававшими большой доход, помимо которого каждая лично получала от своей семьи значительную сумму при посвящении и получала от императоров щедрые подарки: так, например, в 24 году, когда Корнелия вступала в число весталок, Тиберий подарил ей 2 миллиона сестерциев.
Пользовались выгодами известного в римском праве узаконения «для имеющих троих детей» (jus trium liberorum).

### Наказания
Погасший священный огонь воспринимался, как снятие с города защиты богини, поэтому виновную в угасании огня наказывали розгами в тёмной комнате за занавеской, чтобы соблюсти скромность.

Считалось, что целомудрие весталок имеет прямое отношение к здоровью римского государства. Когда они входили в коллегию, они оставляли позади опеку отцов и становились дочерьми государства. Любые сексуальные контакты с горожанами считались инцестуальными (incestum), государственной изменой. Наказанием за нарушение клятвы безбрачия было замуровывание или погребение заживо в Campus Sceleratus (Злодейское поле) в черте города у Коллинских ворот на Квиринале с небольшим запасом пищи и воды. Это был оптимальный способ казни провинившейся весталки без пролития её крови, что было запрещено. Однако такая практика противоречила Римскому праву, которое запрещало хоронить жителей в пределах города. Поэтому весталкам оставляли скромные запасы пищи, формально не убивая, но обрекая на медленную смерть.

Случаи распущенности и наказания за неё были редки. В 483 году до н. э. после ряда знамений и толкований прорицателей о том, что религиозные церемонии должным образом не соблюдались, весталка Оппия была признана виновной в нарушении целомудрия и наказана. Весталку Тукцию обвинили в прелюбодеянии, но она с помощью Весты принесла воду в решете, чтобы доказать свою невиновность. За более чем тысячелетнюю историю существования практики весталок было зарегистрировано только десять обвинительных приговоров за бесчестие, и все эти судебные процессы проходили во времена политического кризиса римского государства. Очевидно, весталки в годы кризиса стали козлами отпущения. Плиний Младший был уверен, что весталка Корнелия была незаслуженно обвинена в распутстве и погребена заживо по приказу Домициана. Плиний Младший так вспоминает, как Корнелия старалась сохранить достоинство, спускаясь в камеру:
… когда её опускали в подземную камеру, её одежда застряла при спуске, она повернулась и подобрала её. Когда палач протянул ей руку, она отпрянула и с отвращением отвернулась, отвергая грязное касание к своей личности — целомудренной, чистой и святой. С манерой скромной грации она добросовестно шла на смерть, сохраняя благопристойность и внешнее приличие.
Дионисий Галикарнасский утверждал, что первые весталки у Альба-Лонга были высечены и «доведены до смерти» за нарушение обета безбрачия, а их потомство было сброшено в реку. Тит Ливий писал, что Рею Сильвию, мать Ромула и Рема, вынудили стать весталкой, и когда она родила близнецов, её заковали цепями и бросили в тюрьму, а детей — в реку. Дионисий утверждает, что Луций Тарквиний Приск предписал казнить провинившихся весталок живым погребением, чем наказал Пинарию. Византийский историк XI века Георгий Кедрин писал, что царь Нума Помпилий предписал нечестивых весталок забивать камнями, а Приск изменил его на погребение заживо. Иногда избивание розгами предшествовало замуровыванию, что было проделано по отношению к Урбинии в 471 году до н. э..
Первые подозрения о Минуции возникли из-за неподходящей весталке любви к одежде и свидетельств рабыни. Её обвинили в нечестивости и погребли заживо. Постумию, которая, по мнению Ливия, была невинна, была обвинена в бесчестии из-за нескромных нарядов и не совсем девичьих манер: её настоятельно просили «оставить свои забавы, насмешки и весёлое тщеславие». Эмилию, Лицинию и Марцию казнили после обвинения слуги варварского всадника. Несколько весталок было оправдано, некоторые смогли снять с себя обвинения после прохождения тяжёлого испытания. Любовника провинившейся весталки забивали до смерти на Бычьем форуме или в Комиции.

## Ликвидация института
В 382 году христианский император Грациан конфисковал государственные доходы, предназначенные для культа Весты в Риме. Институт весталок просуществовал приблизительно до 391 года, когда император Феодосий запретил общественное языческое вероисповедание.
После этого священный огонь был погашен, храм Весты закрыт, а институт весталок расформирован.

## Наиболее известные весталки
- Рея Сильвия (лат. Rhea Silvia) — мать Ромула и Рема, основателей Рима;
- Тарпея (лат. Tarpeia), предательски открывшая ворота города осаждавшим Рим сабинянам;
- Оппия, казнённая за нечестие в 483 году до н. э.;
- Эмилия (лат. Aemilia);
- Цецилия Метелла;
- Лициния (лат. Licinia) — сестра консула 62 до н. э. Луция Лициния Мурены;
- Корнелия — старшая весталка, казнённая в правление имп. Домициана;
- Юлия Аквилия Севера (лат. Aquillia Severa), вышедшая замуж за императора Гелиогабала (Марка Аврелия Антонина);
- Целия Конкордия (лат. Coelia Concordia; око. 380), считающаяся последней великой весталкой;
- По легенде, две весталки, Тукция (лат. Tuccia) и Клавдия, были обвинены в нарушении целомудрия, но обе смогли доказать свою невиновность, совершив чудеса. Клавдия, потянув за трос, сдвинула с места глубоко вросший в ил корабль, а Тукция смогла собрать воду в решето и донесла воду из Тибра до Форума, тем самым доказав свою невиновность.